# Erik Nilsson (Musiker)
Erik Nilsson (* 1935 in Lund; † 4. April 2021 in Stockholm) war ein schwedischer Jazzmusiker (Holzblasinstrumente, vor allem Baritonsaxophon, aber auch Bassklarinette und Querflöte).

## Leben und Wirken
Nilsson studierte am Musikkonservatorium in Malmö. Mitte der 1950er Jahre kam er nach Stockholm. Zunächst spielte er im klavierfreien Quartett des Schlagzeugers Robert Edman. Ab 1956 gehörte er dem Putte Wickman Sextet an, mit dem erste Aufnahmen entstanden („Broadway pa Basin Street“/„Tiger Roll“). In den folgenden Jahren arbeitete er u. a. mit Hacke Björkstens Septett, Nils Lindberg & The Swedish Radio Orchestra, Jan Johansson & Radiojazzgruppen (insbesondere Solo in „Night in Tunisia“ auf dem Album Vårdkasar, 1969) George Russells New York Band, George Riedel, dem Claes Rosendahl Orkester, der Swedish Radio Jazz Group und dem Jan Allen Orchestra. 1967 trat er mit Bengt Hallberg beim NDR Jazzworkshop auf.
Weiterhin wirkte Nilsson bei Aufnahmen von Rune Gustafsson, Bengt-Arne Wallin, Marlene Widmark/Teddy Wilson, Lars Sjösten, Monica Zetterlund/Monica Dominiques Orkester, Lars Gullin, Thore Ehrling, Arne Domnerus, Alice Babs, Mike Westbrook (Love and Understanding: Citadel/Room 315 Sweden '74), Berndt Egerbladh, Thad Jones, Terje Rypdal (Odyssey: In Studio & In Concert, ECM, 1976). Mit George Russell und der Swedish Radio Jazz Group gastierte er 1977 auf dem Jazzfest Berlin.
In den 1980er-Jahren spielte Nilsson vor allem in der Swedish Radio Jazz Group – außerdem mit Eje Thelin, Lars Samuelson och hans TV-orkester, Weine Renliden and His All Stars, Stockholm’s Storband,  Sylvia Vrethammar, Ulf Adåker, zuletzt mit Lennart Åberg (7 Pieces). In der Aufnahme von Nils Lindbergs Erster Sinfonie ist er im letzten Satz im Bariton-Duell mit Lars Gullin zu hören. Im Bereich des Jazz war er laut Tom Lord zwischen 1956 und 1999 an 153 Aufnahmesessions beteiligt.  Er starb  2021 im Alter von 85 Jahren.